# آبجوخانه پولوز موکوچ
آبجوخانه پولوز موکوچ (ارمنی: Պոլոզ Մուկուչ (գարեջրատուն); انگلیسی: Poloz Mukuch Beerhouse) یک رستوران و آبجوخانه سرشناس در گیومری دومین شهر پرجمعیت ارمنستان می‌باشد. این آبجوخانه در طی دهه ۱۹۶۰ در جمهوری سوسیالیستی ارمنستان شوروی دایر بود و در ناحیه تاریخی کومایری واقع شده بود. آبجوخانه به نام طنزپرداز ساکن گیومری «مکرتیچ ملکونیان» (۱۹۳۱–۱۸۸۱) که با نام «پولوز موکوچ» شناخته می‌شد، نامگذاری شده بود.

## تاریخچه
ساختمان آن توسط سوکیاس ملیکیان در حدود سال ۱۸۸۰ زمانی که گیومری تحت حاکمیت امپراتوری روسیه، آلکساندراپول نامیده می‌شد بنا گردید. با این حال در سال ۱۹۳۷ اموال این آبجوخانه توسط حکومت شوروی ملی شد. در ابتدای دهه ۱۹۶۰ ساختمان آن به یک آبجوخانه دولتی تبدیل شد.

هم‌اکنون آبجوخانه یکی از برجسته شهر گیوری می‌باشد.

## نگارخانه

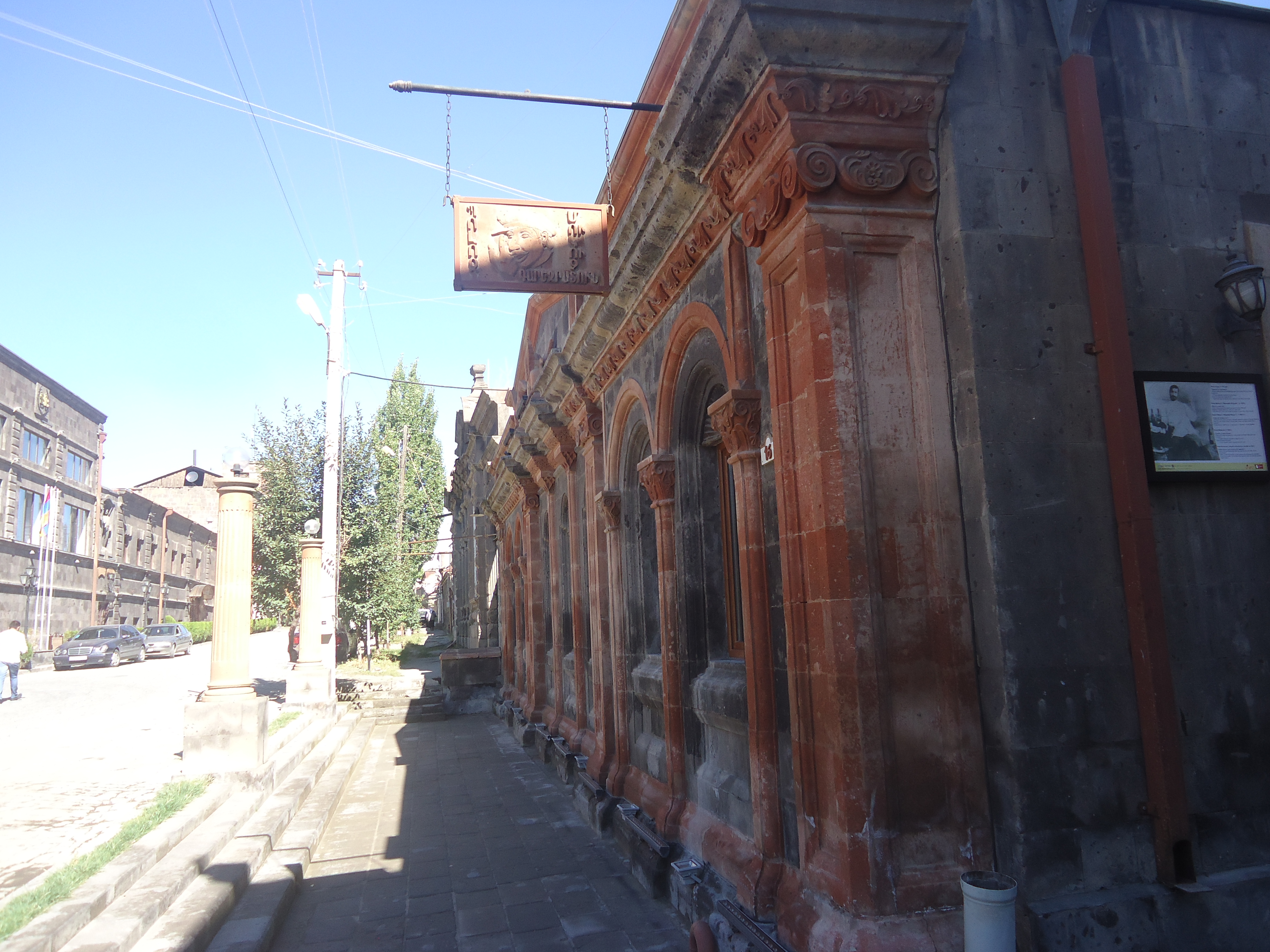
The beerhouse at Kumayri historic district
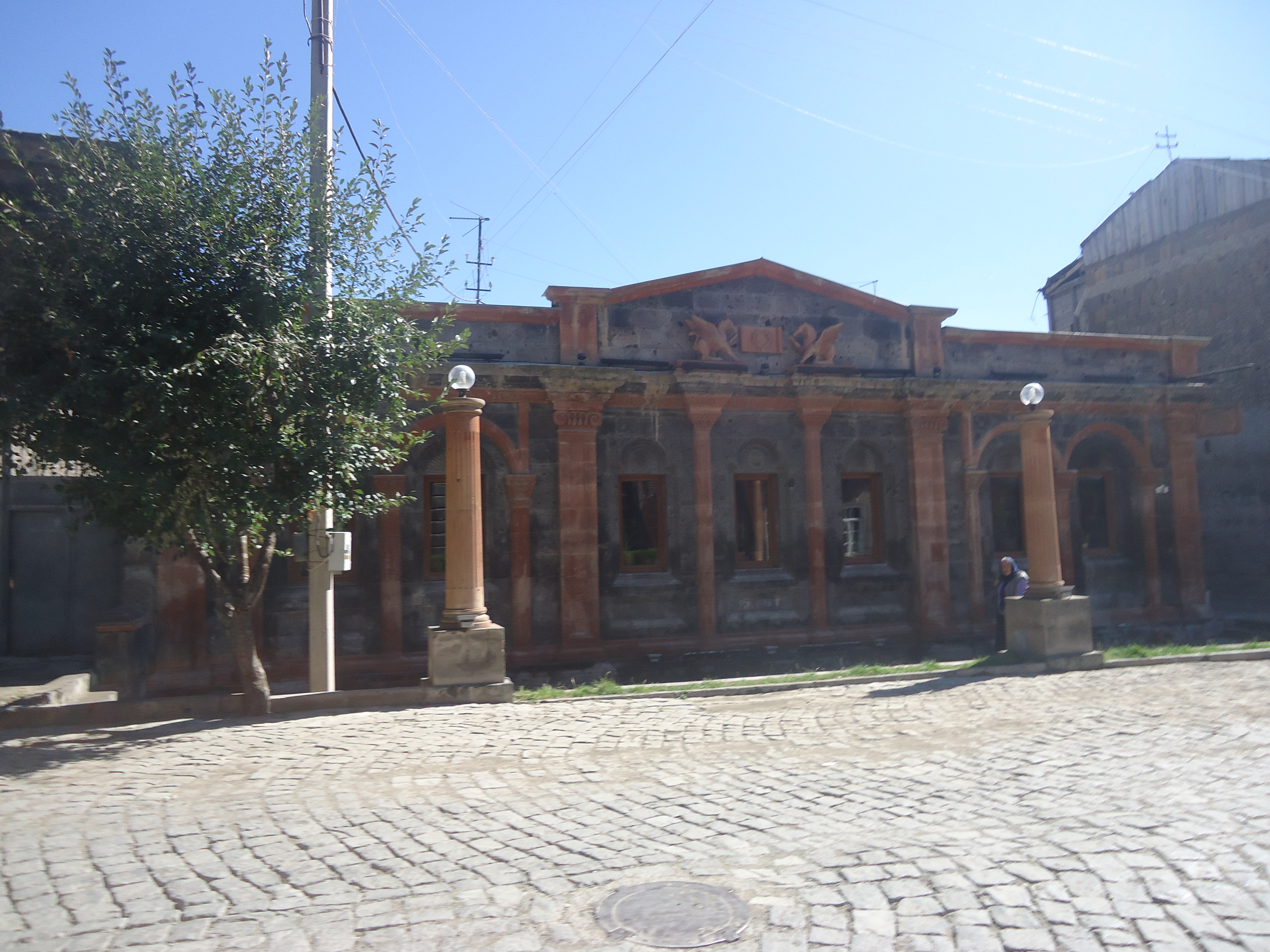
The facade of the building
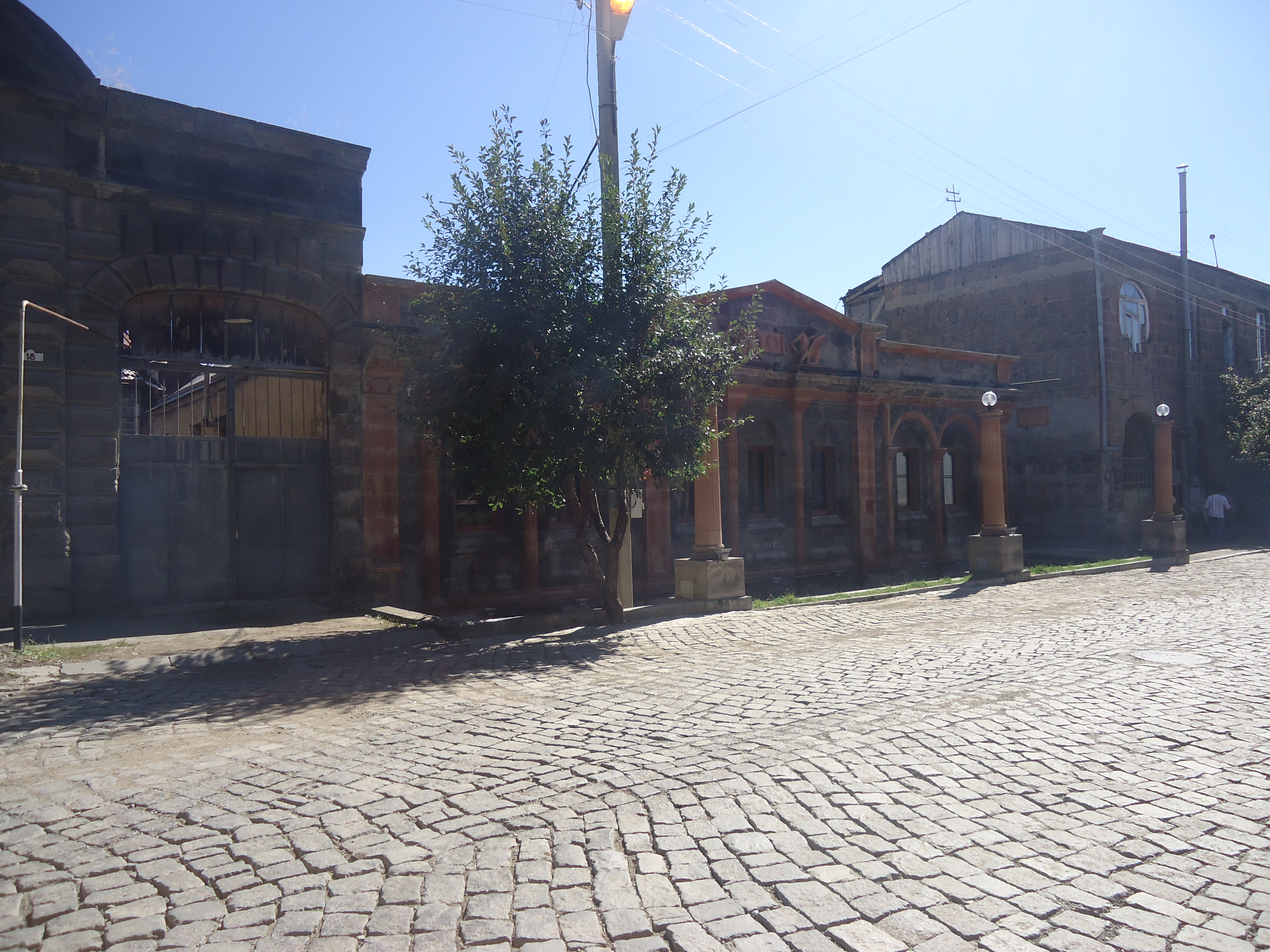
نمای عمومی
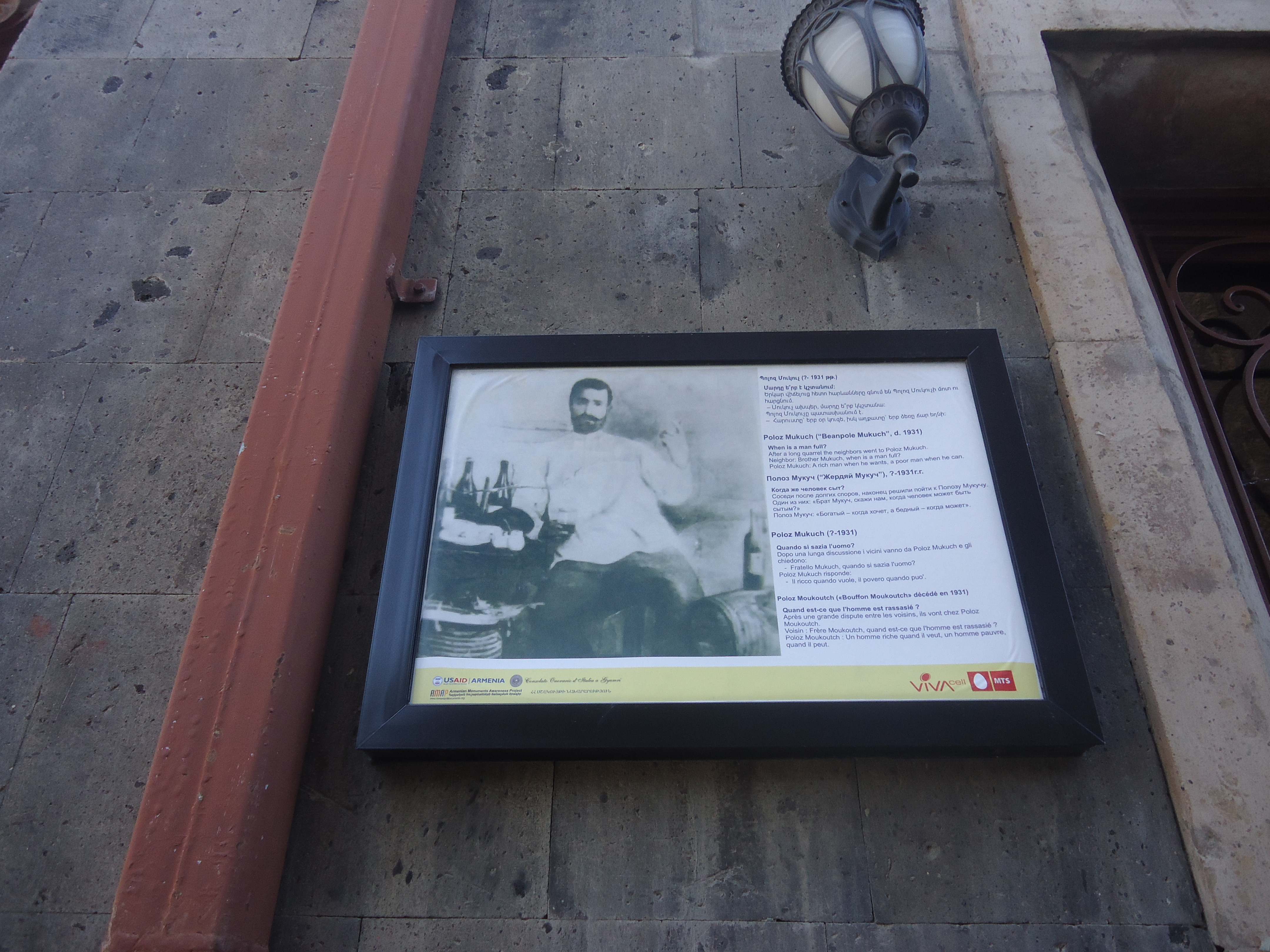
Mkrtich Melkonyan, better known as Poloz Mukuch